# Хамбирен
Хамбирен (њем. Hambühren) општина је у њемачкој савезној држави Доња Саксонија. Једно је од 24 општинска средишта округа Целе. Према процјени из 2010. у општини је живјело 10.159 становника. Посједује регионалну шифру (AGS) 3351012.

## Географски и демографски подаци
Хамбирен се налази у савезној држави Доња Саксонија у округу Целе. Општина се налази на надморској висини од 36 метара. Површина општине износи 56,7 km². У самом мјесту је, према процјени из 2010. године, живјело 10.159 становника. Просјечна густина становништва износи 179 становника/km².

## Међународна сарадња
| Мјесто | Држава    | Врста сарадње | Од    |
| ------ | --------- | ------------- | ----- |
| Бук    | Пољска    | контакт       | 2000. |
|        | Француска | партнерство   | 1991. |
| Извор  |           |               |       |